# Automatyczne wprowadzanie rezerwy
ATS, Automatyczne wprowadzanie rezerwy (eng. Automatic Transfer Switch) – to stycznik, który przełącza napięcie z sieci na alternatywne, zapasowe. Mogą być uruchamiane ręcznie, bądź automatycznie. ATS jest zwykle instalowane z agregatem prądotwórczym, by móc go uruchomić w przypadku zaniku napięcia w sieci.

## Działanie
Oprócz przełączania zasilania do agregatu prądotwórczego, ATS monitoruje napięcie w sieci i wysyła informację o starcie i zatrzymaniu generatora. Izoluje także agregat od zasilania sieciowego, gdy pracuje. Izolacja generatora od sieci jest wymagana, by w przypadku powrotu napięcia w sieci nie nastąpiło jego uszkodzenie.
Kontrola ATS może odbywać się automatycznie lub manualnie. Istnieje także możliwość włączenia agregatu np. w przypadku braku tylko jednej fazy.
Dodatkowo, po powrocie napięcia, ATS przełącza zasilanie na sieć główną, dając agregatowi czas na ostygnięcie, bez obciążenia.

## Rodzaje zastosowań
ATS jest wykorzystany najczęściej do zasilania tylko krytycznych obwodów, np. serwery, chłodnie, tylko główne oświetlenie, jak i całego zasilania małych firm, szpitali, domów.
Dla zastosowań serwerowych i miejsc wymagających ciągłego zasilania, łączone są także z zasilaczami awaryjnymi UPS. Przeciętny zasilacz UPS offline zapewnia przełączenie na zapasowe źródło zasilania w około 2-10 ms, gdzie agregat, to około 5 sekund.